# آنا أوجينو
آنا أوجينو (باليابانية: 荻野アンナ) (7 نوفمبر 1956، يوكوهاما في اليابان)؛ أستاذة جامعية، كاتِبة وروائية يابانية.

## الجوائز
- جائزة أكوتاغاوا